# 2024년 10월 이스라엘의 이란 공습
2024년 10월 이스라엘의 이란 공습에 관한 내용이다.
2024년 10월 26일, 이스라엘은 이란의 20개 지역과 이라크, 시리아의 다른 지역에 대한 3차례의 공습을 개시했으며, 이스라엘은 이를 회개의 날 작전(히브리어: מבצע ימי תשובה)이라고 명명했다. 이는 이란-이라크 전쟁 이후 이란에 대한 가장 큰 공격이었다. 이스라엘은 이 공습이 그 달 초 이란이 이스라엘에 가한 공습에 대한 대응으로 개시되었다고 밝혔다.
이스라엘은 공격 몇 시간 전에 이란에 공격 대상이 될 곳을 알리고 이란에 대응하지 말라고 경고했다. 이스라엘 군에 따르면, 이 공습은 방공포대, 무인 항공기 공장, 미사일 생산 시설을 포함한 이란의 군사 시설을 표적으로 삼았으며, 모든 이스라엘 항공기는 안전하게 귀환했다. 이스라엘의 공격에는 F-35 라이트닝 II 스텔스 전투기를 포함한 100대 이상의 항공기가 참여했으며, 2,000km(1,200마일)를 비행하고 중화기를 사용했다. 일부 항공기는 이란 영공을 침범했다. 시리아에 대한 이전 공격은 레이더 방어를 표적으로 삼았다고 한다. 이슬람 혁명 수비대(IRGC)와 관련된 이란 통신사는 테헤란 서부와 남서부의 군사 시설과 일람 및 후제스탄 지방의 기지가 공격을 받았다고 보도했다. 이란군 병사 4명이 사망한 것으로 알려졌다. 이스라엘 관리에 따르면 이란의 방공 및 탄도 미사일 기지를 표적으로 삼은 공습 이후 이스라엘은 이제 이란 영공에서 더 자유롭게 작전을 수행할 수 있게 되었다고 한다.
IDF는 이란과 그 축들부터 "수개월간 계속된 공격"과 10월 1일 이스라엘에 대한 이란 미사일의 최근 폭격에 대응하여 "정확하고 표적이 된 공습"을 완료했다고 밝혔다. 미국 관리들은 미국이 사전에 브리핑을 받았지만 작전에 참여하지 않았다고 확인했다. 공격 이후 이란은 손상된 기지에 대한 군사 검열을 시행했다.
미국의 평가에 따르면, 이 공습으로 이란의 미사일 생산 능력이 마비되어, 이란이 생산을 재개하는 데 필요한 파괴된 부품을 재건하는 데 최소 1년이 걸릴 것으로 추정된다. 미국과 이스라엘 관리들은 이란의 방공망 대부분, 거의 모든 첨단 S-300 시스템을 포함하여, 잠재적인 미래 이스라엘 공습의 길을 열었다고 말했다.